# 浮遊霊
浮遊霊（ふゆうれい）とは、自分の死を理解できないことや受け入れられないことにより、現世をさまよっているとされる霊。あるいは、肉体から離れて浮遊している霊全般を指す。「浮遊霊」という語句は、日本における心霊ブームの第一人者、中岡俊哉の造語である。
最初に挙げた意味の浮遊霊は言い換えると、昇天や成仏をせず、この世（現世）をさまよい続けている霊のことである。突然死など自分が死んだことを理解できない場合や、心理的に受け入れられない場合などにこの状態になると、霊能者やスピリチュアル・カウンセラーらによって説明されている。
浮遊霊の中でも、特定の場所や建物に居付いてしまっているものは、地縛霊と呼んで区別することがある。

## 歴史
古代の日本では、魂は体から簡単に離れてしまうことがあると考えられていた。古代の鎮魂祭についての注釈書には、鎮魂とは浮遊した霊を身体の中府に収めて鎮めることだ、という記述がある。日本の宮廷儀礼では鎮魂祭が重視された。
病から死への移行という側面に関しては、日本の古代から中世にかけ、天皇の病気は空中に浮遊する邪霊や怨霊が天皇の体内に侵入した結果、生ずると考えられていた。こうした邪霊や怨霊を巧みに取り除くことができれば天皇は死をまぬがれ、再び生の世界、つまりこの世へ復帰できるが、除去に失敗すると天皇の肉体は亡骸（むくろ）になってしまう、と考えられた。そうした邪霊や怨霊がやがて「もののけ」として理解され、洗練されたほか、大衆化された。
例えば『源氏物語』の御修法（みしほ）の場面では芥子（けし）の匂いが立つが、それはもののけ祓いの特効薬としての芥子である。当時から「もののけ」を排除するには上記の鎮魂祭の手法では効果がないと考えられるようになっており、それに代わって密教による悪霊祓いの手法が登場し、「御修法」として完成することになった。
仏教の影響の少ない奄美では、アラセツ（新節）において浮遊霊へのお供えをした。また、トカラ列島の七島正月の時のオヤダマ祭りでも同様のお供えをした。
台湾南東の海岸に存在する孤島・蘭嶼に住む台湾原住民族の一族・タオ族には、浮遊霊の歓待儀礼が伝承されている。自宅の屋根の上に、供物を入れたザルを置くといったものである。

## 浮遊霊が登場する作品
- 漫画『うしろの百太郎』
- 漫画・アニメ『どろろんぱっ!』
- 映画『シックス・センス』